# Francesco Specchia (paroliere)
Francesco Specchia, noto anche come Franco Specchia (Galatina, 1º aprile 1929 – Milano, 18 settembre 2019), è stato un paroliere italiano.
Tra i suoi numerosi successi Il cane di stoffa, incisa da Pino Donaggio, Come ti vorrei, lanciata da Iva Zanicchi  e Irene incisa da Le Orme

## Biografia
Trasferitosi a Milano, debutta come paroliere nel 1953 scrivendo il testo di Sartina, musicata da Eduardo Falcocchio; nello stesso periodo lavora anche come autore di rivista.
Il primo successo lo ottiene nel 1956, scrivendo con Edilio Capotosti Maliziusella, lanciata da Gino Latilla; nel 1961 collabora con Pino Donaggio per il testo di Il cane di stoffa.
Partecipa al Festival di Sanremo 1963 con Un cappotto rivoltato, su musica di Oronzo Leuzzi, interpretata da Aurelio Fierro e Sergio Bruni, che non arriva in finale.
Nel 1964 scrive il testo italiano di Cry to Me, lanciata da Solomon Burke, che, con il titolo Come ti vorrei, diventa il primo successo di Iva Zanicchi; nello stesso anno scrive il testo di Perché una luce, incisa da Sergio Di Martino (futuro componente de i Giganti).
Torna a Sanremo nel 1967 con Devi aver fiducia in me, su musica di Renato Martini, interpretata da Roberta Amadei e Carmelo Pagano, e nel 1973 con Straniera straniera, presentata da Lionello.
Al Festival di Sanremo 1975 partecipa con ben quattro canzoni, stabilendo un record; l'ultimo successo lo coglie l'anno successivo con Linda bella Linda, presentata dai Daniel Sentacruz Ensemble al Festival di Sanremo 1976.
Ha lavorato come consulente per molte case discografiche.

## Le canzoni scritte da Francesco Specchia
| Anno | Titolo (Titolo originale)   | Autori del testo                                         | Autori della musica               | Interpreti                      |
| ---- | --------------------------- | -------------------------------------------------------- | --------------------------------- | ------------------------------- |
| 1956 | Maliziusella                | Francesco Specchia                                       | Edilio Capotosti                  | Gino Latilla                    |
| 1961 | Il cane di stoffa           | Francesco Specchia e Pino Donaggio                       | Pino Donaggio                     | Pino Donaggio                   |
| 1962 | Matta matta                 | Francesco Specchia                                       | Pino Donaggio                     | An'Neris                        |
| 1963 | La prima festa che darò     | Francesco Specchia                                       | Claude Carrère                    | Rosy                            |
| 1963 | Un cappotto rivoltato       | Francesco Specchia                                       | Oronzo Leuzzi                     | Aurelio Fierro e Sergio Bruni   |
| 1964 | Come ti vorrei              | Francesco Specchia                                       | Bert Berns                        | Iva Zanicchi                    |
| 1964 | Tutto è finito fra noi      | Francesco Specchia                                       | Oronzo Leuzzi                     | Orietta Berti                   |
| 1964 | L'ho conosciuto al mare     | Francesco Specchia                                       | Gianni Fallabrino                 | Lilly Bonato                    |
| 1964 | Dammi la tua mano           | Francesco Specchia                                       | Gianfranco Intra                  | Henry Wright                    |
| 1964 | Perché una luce             | Francesco Specchia                                       | Augusto e Giordano Bruno Martelli | Sergio Di Martino               |
| 1967 | Era uno come noi            | Francesco Specchia                                       | Claudio Cavallaro                 | I Profeti                       |
| 1967 | Devi avere fiducia in me    | Francesco Specchia                                       | Renato Martini                    | Roberta Amadei e Carmelo Pagano |
| 1968 | Non perdono mai             | Domenico Seren Gay e Francesco Specchia                  | Claudio Cavallaro e Roberto Negri | The Rogers                      |
| 1968 | Vita facile                 | Francesco Specchia                                       | Claudio Cavallaro                 | Camaleonti                      |
| 1968 | Le ciliegie                 | Francesco Specchia                                       | Riccardo Zappa                    | Fiorella Mannoia                |
| 1969 | She lives for today (Irene) | Francesco Specchia                                       | Italo Salizzato                   | Le Orme                         |
| 1971 | Raffaella                   | Francesco Specchia e Renato Scala                        | Achille Ovale                     | Vasso Ovale                     |
| 1971 | Tu non sei lei              | Francesco Specchia                                       | Cherchireos                       | Vasso Ovale                     |
| 1972 | Militare non partire        | Domenico Serengay Giorgio Seren Gay e Francesco Specchia | Oronzo Leuzzi e Franco Zauli      | Gianna Pindi                    |
| 1973 | Straniera straniera         | Francesco Specchia                                       | Franco Chiaravalle                | Lionello                        |
| 1976 | Linda bella Linda           | Francesco Specchia e Sentacruz                           | Ciro Dammicco e Querencio         | Daniel Sentacruz Ensemble       |